# Kullbäcken-Markbäcken
Kullbäcken-Markbäcken är ett naturreservat i Ånge kommun som består av kalksumpskog, örtrik granskog, tallkärr, rikkärr och myrmark samt de två klarvattenbäckar som givit området dess namn. En del av reservatet är utnämnt till Natura 2000-område.